# ВМ МП-УОС
ВМ МП-УОС — украинский вариант модернизации 7,62-мм винтовки Мосина обр.1891/30 года советского производства, разработанный государственным предприятием «Укроборонсервис» (дочерним предприятием компании «Укрспецэкспорт» концерна «Укроборонпром»).

## История
О создании снайперской винтовки ВМ МП-УОС было упомянуто в рекламном проспекте ГП «Укроборонсервис» в сентябре 2015 года.
Демонстрационный образец винтовки был представлен 13 ноября 2015 года на полигоне учебного центра Национальной гвардии Украины в селе Новые Петровцы Киевской области.
Винтовка разработана для вооружения снайперов специальных подразделений полиции и Национальной гвардии Украины.
Как сообщил в интервью секретарь Совета национальной безопасности и обороны Украины А. В. Турчинов, не исключена возможность изготовления винтовки на экспорт.
13 января 2016 года генеральный директор концерна «Укроборонпром» Р. А. Романов представил второй образец винтовки, получивший наименование ВМ2 МП-УОС и сообщил, что винтовка будет передана на испытания в вооружённые силы Украины.
Образец винтовки передали в Центральный научно-исследовательский институт вооружения и военной техники вооружённых сил Украины. В сентябре 2017 года институт представил ещё один вариант модернизации винтовки (с сохранённым 5-зарядным постоянным магазином).
В 2018 году винтовка ВМ МП-УОС была включена в перечень оружия, предлагаемого на экспорт государственной компанией «Спецтехноэкспорт» (под наименованием VM2GS).

## Описание
В ходе переоборудования винтовки в конструкцию оружия внесены изменения:
- демонтированы механические прицельные приспособления[3]
- деревянная ложа и приклад заменены новой ложей, изготовленной из алюминиевого сплава и полимерных материалов, пистолетной рукояткой и регулируемым прикладом[3]

Постоянный магазин может быть сохранён или заменён отъёмным коробчатым магазином с однорядным расположением патронов.
На дульной части ствола сделана резьба (для установки дульного тормоза-компенсатора или глушителя звука выстрела ПЗРЗП М14х1(л)).
На верхней части ствольной коробки установлена универсальная прицельная планка Пикатинни для крепления оптических или ночных прицелов.
Винтовка комплектуется глушителем звука выстрела, складными телескопическими сошками Harris SBR и оптическим прицелом (по состоянию на начало 2016 года, на винтовку предусматривалась возможность установки оптических прицелов иностранного производства, однако Р. А. Романов сообщил, что черкасское предприятие НПК «Фотоприбор» разрабатывает для винтовки собственный оптический прицел).
Как сообщили заместитель директора ГП «Укроборонсервис» Д. Шарапов и генеральный директор ГК «Укроборонпром» Р. А. Романов, все детали и комплектующие, применяемые при модернизации винтовки — украинского производства.

## Варианты и модификации
- ВМ МП-УОС — вариант с постоянным прикладом[1]
- ВМ2 МП-УОС — вариант с телескопическим прикладом[2]

## Эксплуатация и боевое применение
- Украина — в марте 2016 года первую экспериментальную партию[9] в количестве 10 винтовок[10] передали для проведения испытаний учебному центру Национальной гвардии Украины[11].